# Julie Gayet
Julie Gayet (phát âm tiếng Pháp: [ʒyli ɡajɛ]; sinh 3 tháng 6 năm 1972) là một diễn viên và nhà sản xuất phim người Pháp.

## Cuộc sống ban đầu
Gayet sinh tại Suresnes, tỉnh Hauts-de-Seine. Cha của bà là Brice Gayet, ông là một giáo sư về phẫu thuật dạ dày tại Viện tương tế Montsouris (Institut Mutualiste Montsouris). Mẹ của bà là một thương nhân cổ vật. Ông nội của bà là Alain Gayet, cũng là một nhà phẫu thuật và được nhận một huân chương Giải phóng sau Chiến tranh thế giới thứ hai. Bà được giáo dục trong môi trường xã hội tự do chủ nghĩa- trí thức.
Gayet theo học mỹ thuật sử và Tâm lý học tại trường đại học, kỹ năng xiếc tại trường xiếc của gia đình Fratellini, và hát opera dưới sự hướng dẫn của Tosca Marmor. Vào năm 17 tuổi, bà theo học tại Xưởng phim Diễn viên tại Luân Đôn cùng với Jack Waltzer, và sau đó tiếp tục học tại trường Tania Balachova tại Paris.

## Sự nghiệp

### Diễn viên
Gayet xuất hiện lần đầu tiên trong một tập phim năm 1992 của loạt phim truyền hình Pháp Premiers baisers, và có vai phụ đầu tiên trong Trois couleurs: Bleu (1993), song vai diễn đầu tiên của bà được công chúng chú ý là trong hài kịch Delphine 1, Yvan 0 năm 1996 của Dominique Farrugia.

### Ca hát
Bà từng tham gia trong các đoạn phim của Benjamin Biolay và hát song ca với Marc Lavoine.

### Sản xuất phim
Năm 2007, bà thành lập công ty sản xuất phim của riêng mình, có tên là Rouge international, cùng với Nadia Turincev và sản xuất các phim như Fix me với Raed Andoni người Palestine và Bonsai với Cristian Jimenez người Chile.

### Đạo diễn phim
Năm 2013, Gayet đồng đạo diễn với Mathieu Busson trong phim tài liệu Cinéast(e)s mô tả về 20 nữ đạo diễn phim người Pháp.

## Cuộc sống cá nhân
Năm 2003, Gayet kết hôn với tác gia và nhà biên kịch Santiago Amigorena, song họ ly hôn vào năm 2006. Hai người có hai con.
Gayet là một nhà hoạt động chính trị trung-tả, từng xuất hiện trong một đoạn phim ủng hộ François Hollande trong cuộc bầu cử tổng thống Pháp năm 2012. Bà là một thành viên của Ủy ban chi viện của ứng cử viên Đảng Xã hội Anne Hidalgo tranh cử thị trưởng Paris năm 2014.
Năm 2013, bắt đầu có các tin đồn lan truyền rằng Gayet đang ở trong một mối quan hệ bí mật với Tổng thống Pháp Hollande. Ngày 10 tháng 1 năm 2014, tạp chí Closer dành bảy trang để nói về câu chuyện được cho là khám phá ra bí mật và các bức ảnh về mối quan hệ, thúc đẩy sự chú ý của truyền thông. Hollande nói rằng ông "lấy làm tiếc vì sự vi phạm đời sống riêng tư này của mình" và "suy nghĩ về" theo đuổi một phản ứng pháp lý, song không phủ nhận nội dung của câu chuyện. Số ra ngày 10 tháng 1 phổ biến đến mức Closer tái bản thêm 150.000 bản vào ngày 15 tháng 1 năm 2014. Ngày 16 tháng 1 năm 2014, hãng thông tấn AFP tường thuật rằng Gayet sẽ kiện Closer yêu cầu 50.000€ bối thường và 4.000€ chi phí tư pháp.
Ngày 27 tháng 3 năm 2014, tòa án Pháp phán quyết tạp chí Closer trả cho Julie Gayet 15.000 euro vì xuất bản các hình ảnh tiết lộ mộ chuyện tình giữa bà và Tổng thống François Hollande

## Giải thưởng
- 1997: Giải Romy Schneider cho vai diễn trong Sélect Hôtel.[4]
- 1997: Nữ diễn viên xuất sắc nhất châu Âu trong Sélect Hôtel, Liên hoan phim quốc tế Bruxelles.[26]
- 2009: Nữ diễn viên xuất sắc nhất tại Liên hoan phim quốc tế Tokyo trong 8 fois debout

## Danh mục phim

### Phim
| Năm  | Tiêu đề                                             | Vai diễn                       | Ghi chú                                                                                      |
| ---- | --------------------------------------------------- | ------------------------------ | -------------------------------------------------------------------------------------------- |
| 1993 | Trois couleurs: Bleu                                | phụ                            |                                                                                              |
| 1993 | La Petite Apocalypse                                |                                |                                                                                              |
| 1993 | À la belle étoile                                   | Hannah                         |                                                                                              |
| 1994 | 3000 scénarios contre un virus                      |                                |                                                                                              |
| 1994 | L'Histoire du garçon qui voulait qu'on l'embrasse   | Một cô gái trong tàu điện ngầm |                                                                                              |
| 1995 | Les cent et une nuits de Simon Cinéma               | Camille Miralis                |                                                                                              |
| 1996 | Sélect Hôtel                                        | Nathalie                       | Giải Romy Schneider Nữ diễn viên xuất sắc nhất châu Âu tại Liên hoan phim quốc tế Bruxelles. |
| 1996 | Delphine 1, Yvan 0                                  | Delphine Saban                 |                                                                                              |
| 1996 | Les Deux Papas et la Maman                          | Sophie                         |                                                                                              |
| 1996 | Les Menteurs                                        | Lisa                           |                                                                                              |
| 1998 | Sentimental Education                               | Clare                          |                                                                                              |
| 1998 | Ça ne se refuse pas                                 | Marlène Kardelian              |                                                                                              |
| 1998 | Le Plaisir (et ses petits tracas)                   | Véra                           |                                                                                              |
| 1999 | Paddy                                               | Paddy                          |                                                                                              |
| 1999 | Pourquoi pas moi ?                                  | Eva                            |                                                                                              |
| 2000 | La Confusion des Genres                             | Babette                        |                                                                                              |
| 2000 | Les Gens qui s'aiment                               | Winnie                         |                                                                                              |
| 2000 | Nag la bombe                                        | Rosine, la serveuse            |                                                                                              |
| 2001 | Vertiges de l'amour                                 | Jeanne                         |                                                                                              |
| 2002 | Après la pluie, le beau temps                       | Rose Bonbon                    |                                                                                              |
| 2002 | Novo                                                | Julie                          |                                                                                              |
| 2002 | Un monde presque paisible                           | Mme Andrée                     |                                                                                              |
| 2002 | La Turbulence des fluides                           | Catherine                      |                                                                                              |
| 2002 | Ma Caméra et moi                                    | Lucie                          |                                                                                              |
| 2003 | Lovely Rita, sainte patronne des cas désespérés     | Rita                           |                                                                                              |
| 2004 | Ce qu'ils imaginent                                 | Sarah                          |                                                                                              |
| 2004 | Clara et moi                                        | Clara                          |                                                                                              |
| 2005 | Camping à la ferme                                  | The judge                      |                                                                                              |
| 2005 | Bab el web                                          | Laurence                       |                                                                                              |
| 2006 | A Woman in Winter                                   | Caroline                       |                                                                                              |
| 2006 | Le Lièvre de Vatanen                                | Olga                           |                                                                                              |
| 2006 | Mon meilleur ami                                    | Catherine                      |                                                                                              |
| 2006 | De particulier à particulier                        | Sophie                         |                                                                                              |
| 2007 | Un baiser s'il vous plaît                           | Émilie                         |                                                                                              |
| 2007 | Les Fourmis rouges                                  | Anne                           |                                                                                              |
| 2008 | Enfances                                            | mẹ của Fritz Lang              |                                                                                              |
| 2009 | 8 fois debout                                       | Elsa                           | Nữ diễn viên xuất sắc nhất - Liên hoan phim quốc tế Tokyo                                    |
| 2009 | Kérity, la maison des contes                        | mẹ (lổng tiếng)                |                                                                                              |
| 2010 | Sans laisser de traces                              | Clémence                       |                                                                                              |
| 2010 | Pièce montée                                        | Laurence                       |                                                                                              |
| 2010 | L'Apprenti Père Noël                                |                                |                                                                                              |
| 2011 | L'Art de séduire                                    | Hélène                         |                                                                                              |
| 2011 | The Shape of Art to Come                            |                                |                                                                                              |
| 2011 | Carré blanc                                         | Marie                          |                                                                                              |
| 2011 | Practical Guide to Belgrade with Singing and Crying | Sylvie                         |                                                                                              |
| 2012 | After                                               | Julie                          |                                                                                              |
| 2012 | Au cas où je n'aurais pas la palme d'or             | Julia                          |                                                                                              |
| 2012 | Nos plus belles vacances                            | Isabelle                       |                                                                                              |
| 2013 | Les Âmes de papier                                  | Emma                           |                                                                                              |
| 2013 | Quai d'Orsay                                        | Valérie Dumontheil             |                                                                                              |

### Truyền hình
{{| class="wikitable sortable"
|-
! Năm
! Tiêu đề
! Vai diễn
! class="unsortable" | Ghi chú
|-
| 1992
| Premiers baisers
| 
| loạt phim truyền hình, một tập
|-
| 1994
| Ferbac
| 
| loạt phim truyền hình, một tập
|-
| 1994
| La Vie de Marianne}}
| Mademoiselle de Fare
| 
|-
| 1997
| Maître Da Costa
| 
| loạt phim truyền hình, một tập
|-
| 2001
| Sang d'encre
| Monica
| 
|-
| 2004
| Bien agités!
| Diane
| 
|-
| 2004
| 3 garçons, 1 fille, 2 mariages
| Camille
| 
|-
| 2005
| Les Rois maudits
| Isabelle de France
| 
|-
| 2006
| Le Rainbow Warrior
| Dominique Prieur
| 
|-
| 2007
| La Légende des trois clefs
| Béatrice Sancier
| 
|-
| 2007
| Elles et Moi
| Florence de Montellier
| 
|-
| 2010
| Famille décomposée
| Doris
| 
|-
| 2010
| Clandestin
| Sophie
| 
|-
| 2011
| V comme Vian
| Michelle Vian
| 
|-
| 2011
| Amoureuse
| Iona Gorrigan
| 
|-
| 2011
| J'étais à Nüremberg
| Marie-Claude Vaillant-Couturier
| 
|-
| 2012
| Emma
| Irène
| 
|-
| 2013
| Odysseus
| Helen
| 
|-
| 2013
| Alias Caracalla
| Madame Moret
| 
|-
| 2014
| Ça va passer... Mais quand ?
| Sophie
| 
|}

### Phim ngắn
| Năm  | Tựa đề                      | Vai diễn | Ghi chú |
| ---- | --------------------------- | -------- | ------- |
| 1996 | Sans transition             |          |         |
| 1996 | Vive le cinéma!             |          |         |
| 1996 | 15 sans billets             |          |         |
| 1997 | Pédagogie                   |          |         |
| 1997 | Play                        |          |         |
| 1998 | Je ne veux pas être sage    |          |         |
| 1998 | Baby Blues                  |          |         |
| 2003 | Rêver                       |          |         |
| 2006 | Un secret derrière la porte |          |         |
| 2007 | Fin                         |          |         |
| 2009 | Le Petit Homme bleu         |          |         |
| 2009 | Une dernière cigarette      |          |         |
| 2009 | De plaisir                  |          |         |

### Đạo diễn
| Năm  | Tựa đề      | Vai diễn | Ghi chú                          |
| ---- | ----------- | -------- | -------------------------------- |
| 2013 | Cinéast(e)s |          | đồng đạo diễn với Mathieu Busson |

### Nhà sản xuất
| Năm  | Tựa đề        | Vai diễn | Ghi chú       |
| ---- | ------------- | -------- | ------------- |
| 2009 | 8 fois debout |          |               |
| 2009 | Fix ME        |          |               |
| 2010 | Dowaha        |          | đồng đạo diễn |
| 2011 | Bonsai        |          |               |

### Videoclip
| Năm  | Tựa đề                        | Ghi chú             |
| ---- | ----------------------------- | ------------------- |
| 2007 | Laisse aboyer les chiens      | cho Benjamin Biolay |
| 2007 | Dans la Merco Benz            | cho Benjamin Biolay |
| 2007 | Qu'est-ce que ça peut faire ? | cho Benjamin Biolay |

## Hát
- Song ca với Marc Lavoine trong bài Avec toi trong album Je descends du singe (2012).